# 1-Undecanol
1-Undecanol (auch Undecylalkohol) ist ein langkettiger Alkohol mit der Summenformel C11H23OH.

## Vorkommen
1-Undecanol kommt in vielen Früchten wie Äpfeln, Mandarinen (Citrus reticulata) und Bananen natürlich vor.

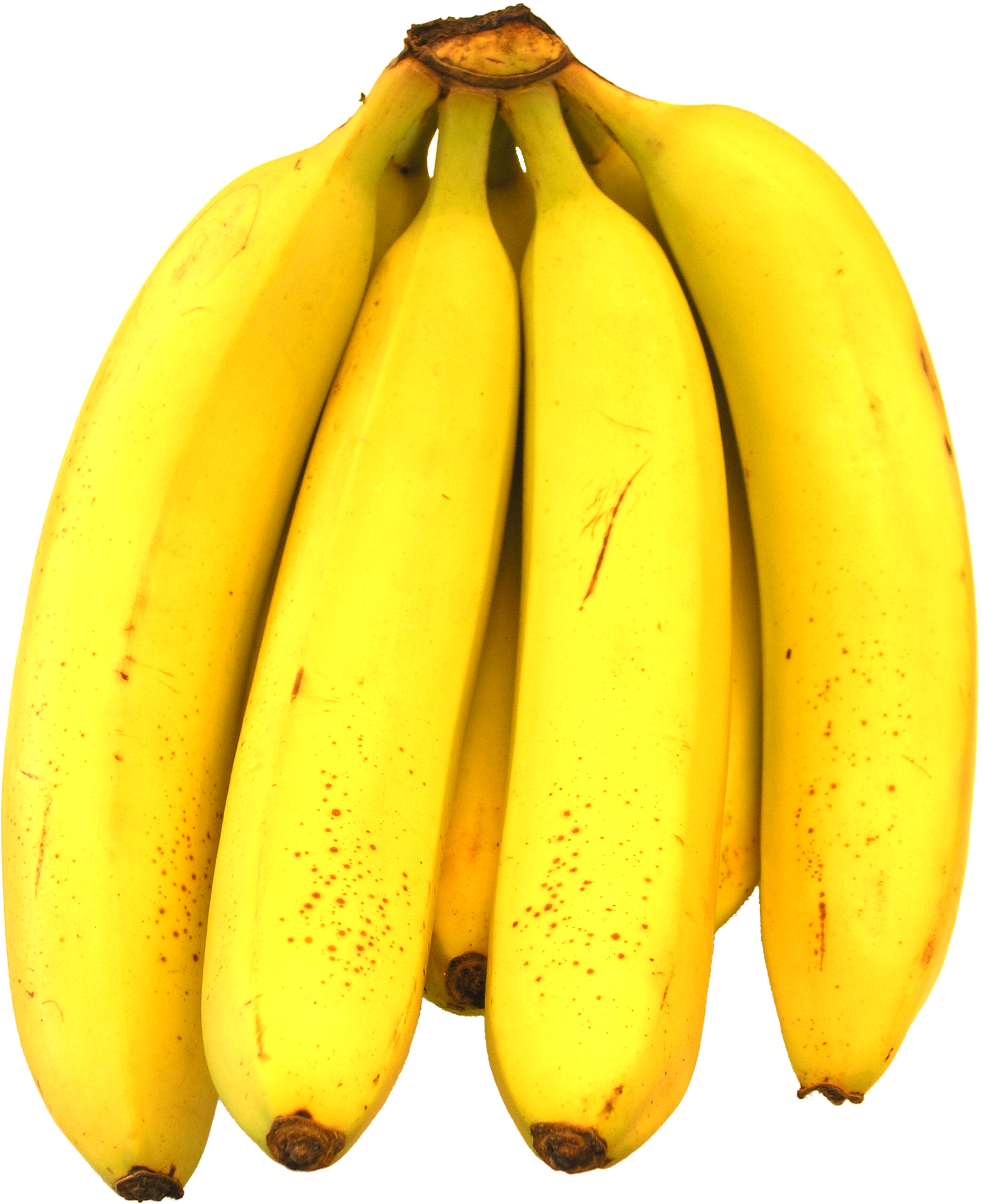
Bananen
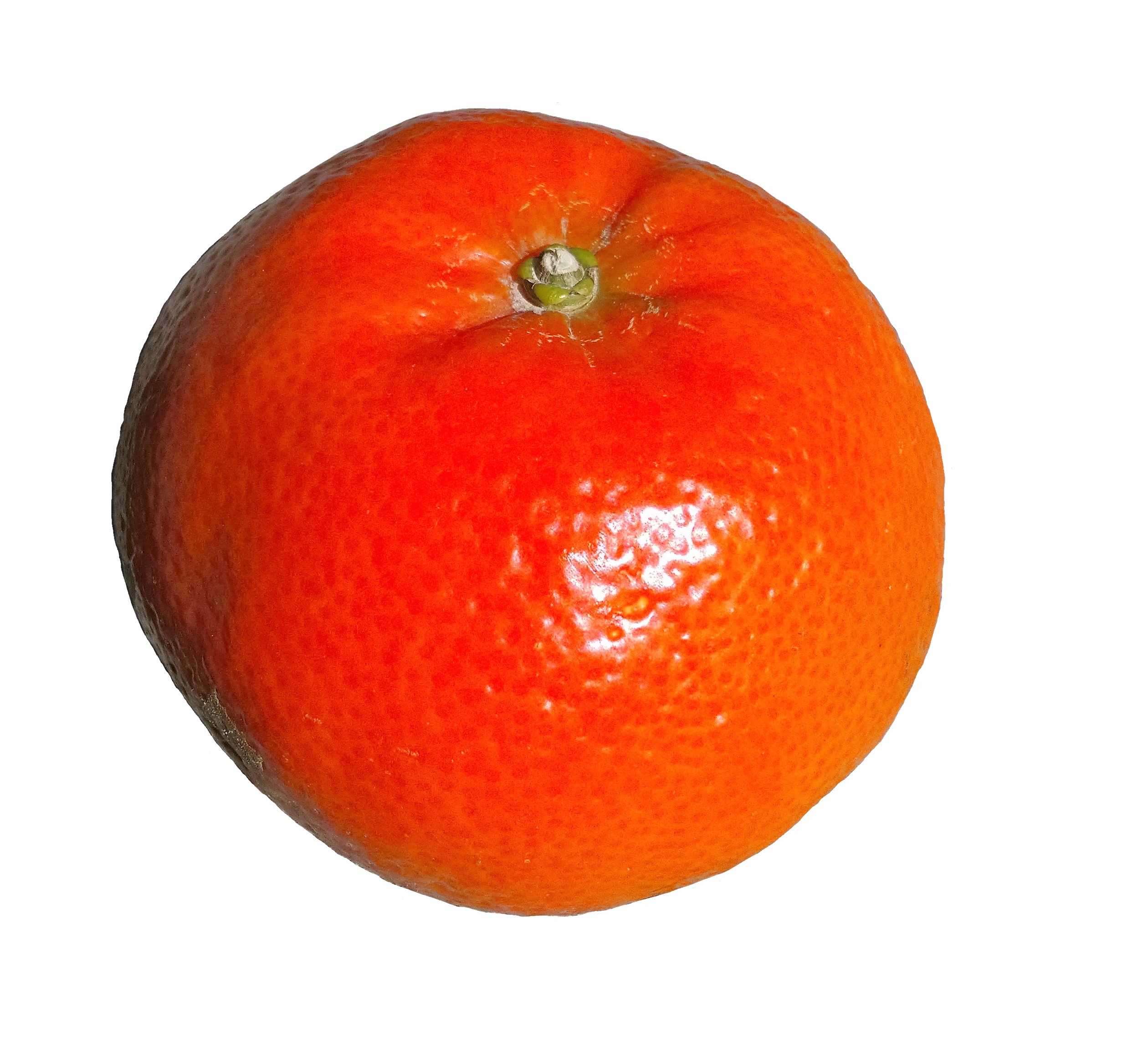
Mandarine
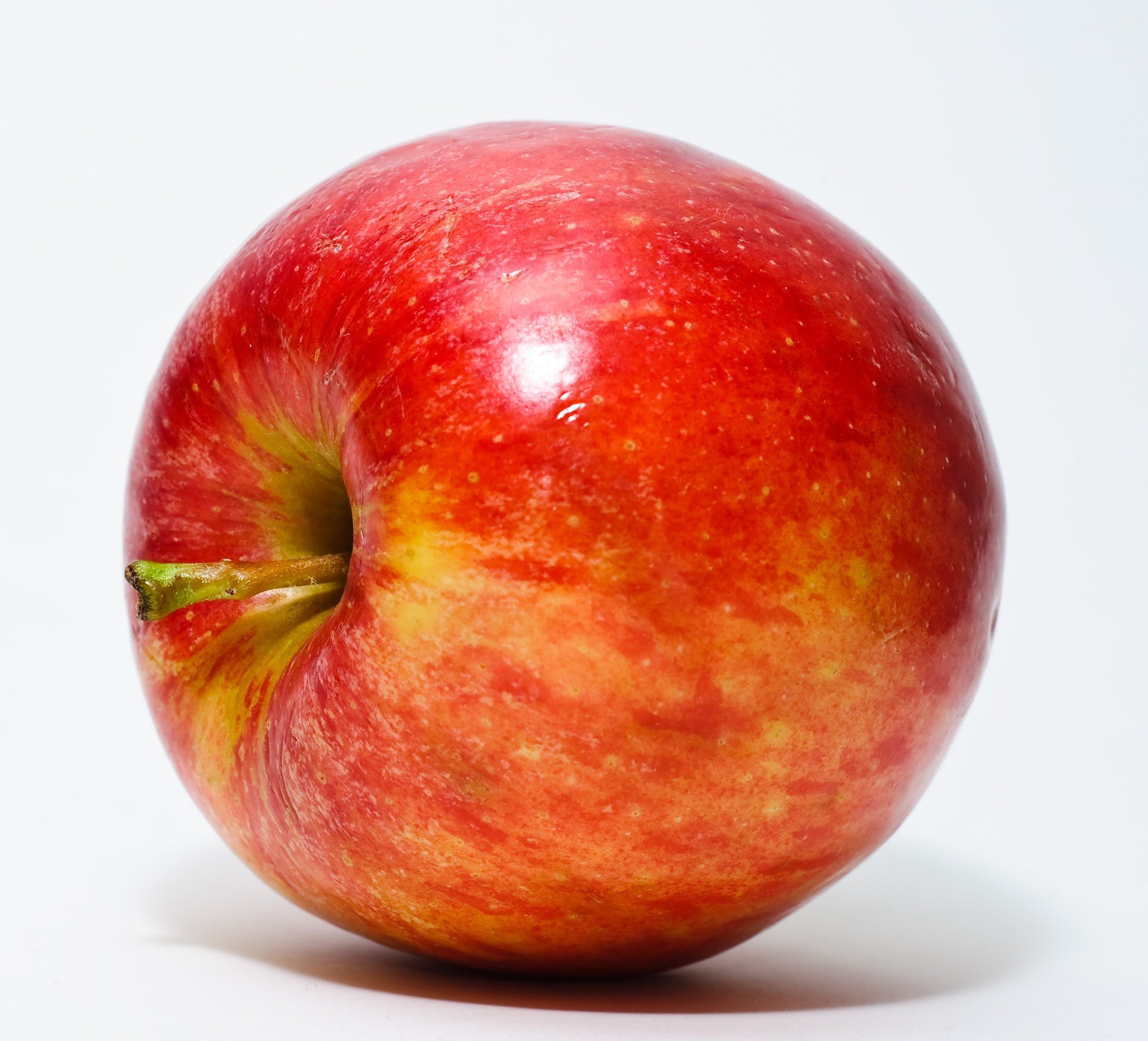
Apfel

## Darstellung und Gewinnung
Die technische Synthese kann über die Oxosynthese und anschließende Hydrierung erfolgen. 1-Undecanol kann auch durch Reduzierung von 1-Undecanal gewonnen werden.

## Eigenschaften
1-Undecanol ist bei Zimmertemperatur eine farblose, ölige, citrusartig riechende Flüssigkeit und hat einen fettigen Geschmack. Es schmilzt bei 11–16 °C und siedet bei 243 °C. Die Dichte von 1-Undecanol beträgt 0,83 g·cm−3 bei 20 °C. 1-Undecanol ist in Wasser praktisch unlöslich.

## Verwendung
Es wird in der Nahrungsmittelindustrie als Aromastoff verwendet.